# 郭盈恩
郭盈恩（1972年5月22日—）藝名钟爱宝或安娜贝尔（Annabel Chong），曾就讀南加州大學等藝術相關科系，是生于新加坡的色情演員。2003年，她彻底退出成人行业，转而从事软件工程工作。

## 生平
1995年在群交色情電影《世界第一群交會》（World's Biggest Gang Bang）中10小时内与80多个男性发生251次性爱情节而成名並创造世界纪录，不过这一纪录在一周内被一名非洲妇女打破，但當時其行為卻頗為轟動，這也是她成名之作。除了因此被錄入《新加坡百科全書》外，是次性行為亦被改編為舞台劇《251》，由新加坡女藝人李偉齡（Ah Girl）飾演鍾之角色，在2007年4月於新加坡濱海藝術中心公演（導演為陳仙鳳）。她已於2003年引退，現居於美國。2000年，在一家脱衣舞俱乐部工作时，她扮演一名正在学习如何编写计算机代码的学生，而她的客户会在她犯错时打她屁股。角色扮演之后，她受到启发，学习如何编写计算机代码。2001年，她在韦斯特伍德学院获得软件工程副学士学位。毕业后，她曾担任自由顾问，直到从色情行业退休后成为全职工程师。她还曾在加利福尼亚州担任过网络开发人员。 2025年，她在社交媒体上宣布她将搬回新加坡照顾母亲。.